# Альбер, Абель
Абель Альбер (фр. Abel Albert, 31 января 1873, VI округ Парижа — 27 сентября 1919, IV округ Парижа) — французский регбист, чемпион летних Олимпийских игр 1900 года.
На Играх Альбер входил в сборную Франции по регби, которая, обыграв Германию и Великобританию, стала победительницей турнира и получила золотые медали.